# William Bell
William E. Bell (Toronto, 1945 - 30 de julho de 2016) foi um escritor canadense, autor de livros infantis. Vivia em Orillia, na província de Ontário.
Foi professor de inglês e chefe de departamento, além de instrutor na universidade de ciência e tecnologia de Harbin, no colégio de negócios estrangeiros da China e na Universidade da Colúmbia Britânica.
Recebeu diversos prêmios por suas obras literárias e esteve a frente da cadeira de inglês no Orillia District Collegiate and Vocational Institute.

## Obras
- Crabbe - 1986
- Metal Head - 1987
- Absolutely Invinsible - 1987
- Stones (novela) - 2001
- Death Wind - 1989
- No Signature - 1992
- Five Days of the Ghost - 1989
- Forbidden City - 1990
- Speak to the Earth - 1994
- The Golden Disk - 1995
- River My Friend - 1996
- Zack (novela) - 1998
- Alma (novela) - 2003
- Just Some Stuff I Wrote (contos) - 2005
- The Blue Helmet - 2006